# مسجد الرحمة (الجزائر العاصمة)
مسجد الرحمة يقع وسط العاصمة الجزائرية يعد من أكبر المساجد بالمدينة وأقدمها كما أن هندسته تعتبر فريدة من نوعها تصل طاقة استيعابه إلى حوالي 5000 مصلي متربعا على مساحة 1000 م مربع

## الموقع
يقع المسجد في حي خليفة بوخالفة يحده من الشمال شارع ديدوش مراد أكبر شوارع العاصمة الجزائرية بينما من الشرق يطل المسجد على شارع فيكتور هيجو الذي يعتبر همزة وصل بين قلب العاصمة والميناء مما يجعل للمسجد موقعا استراتجيا في قلب العاصمة.

## تاريخ المسجد
تم بناء مسجد الرحمة في سنة 1897 ميلادي وقد بنته قوات الاستعمار الفرنسي على شكل كنيسة للمعمرين القادمين من أوروبا وأطلقت عليه اسم كنيسة القديس شارل استكمل بناءه في عام 1903ميلادي.
ولقد بقي مسجد الرحمة كواحدة من أهم كنائس العاصمة طوال الحقبة الاستعمارية وتواصل بعدها إلى غاية 1970 ميلادي حيث أصبح عدد المسيحيين في الجزائر لا يجاوز بضع عشرات بينما تضاعف عدد المسلمين,
ليعقد اتفاق بين مسيري الكنيسة وبين السلطات المحلية تحول بموجبه الكنيسة إلى مسجد مقابل أن تتنازل الدولة عن العمارتين المقابلتين كتعويض وقد تم ذلك بالتراضي إذ أن عدد الكنائس في العاصمة كان يفوق عدد المساجد بالرغم من أن المسييحيين يمثلون أقلية,

## تصميم المسجد

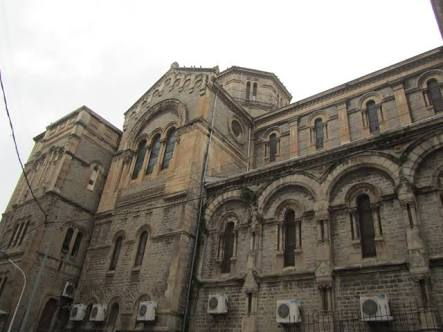
مسجد الرحمة

يتكون المسجد من قاعة مركزية لأداء الصلوات أسفلها مجموعة من المرافق كقاعة الوضوء والمدرسة القرآنية بينما يتكون الطابقان العلويان من مجموعة من الشرفات متفاوتة الحجم تطل كل منها على المسجد وما جاوره من النواحي الأربع ويضم المسجد أيضا مدخلا واسعا تليه حديقة صغيرة كما أن له مداخل صغيرة متعددة بعضها يؤدي إلى دهاليز ماتزال غير مستعملة لحد الآن.أهم مايميز المسجد هو ارتفاعه الشاهق فوق كل الأبنية المجاورة مما يعطيه رونقا خاصا

### حالة المسجد الحالية
المسجد كما وصفناه أعلى الصفحة بناية قديمة جدا وضخمة وهي في حالة يُرثى لها وسيئة خاصة سطح وسقف المسجد كله فهم في حالة اهتراء وتتخلل السقف ثقوب تتسرب منها مياه الأمطار وأيضا تتساقط أحجار سطح المسجد من كل جانب وتمثل خطرا على المصلين -اسئلوا في هذا الصدد مُهندس المسجد الذي يقوم على الصيانة والاصلاحات فعنده ملف تقني كامل-
ويستدعي الأمر لترميمه وتوسيعته -بإنشاء طابق ثاني وتوسعة الطابق السفلي واستغلال الدهاليز المغلقة- تدَخُل الدولة الجزائرية بقرار سيادي جريئ لا تخاف فيه لومة لائم ومسلمي الجزائر مستعدين إن شاء الله لتمويل مشروع الترميم والتوسعة بمشاركتهم المالية كالعادة في مثل هذه الحلات.
ولمنع توسيعة المسجد وتحويل شكل البناية إلى الطراز الإسلامي المغربي صُنفت بناية المسجد من أحدهم عند منظمة unesco كتراث عالمي لتجريد مسلمي الجزائر من حقوق إعادة ترميم المسجد وتوسعته بشكل جذري والتصرف فيه حسب حاجة المسلمين فقط!.

## مقالات إضافية
- المرجعية الدينية الجزائرية
- الحزب الراتب